# Rosemarie Kieffer
Rosemarie Kieffer (Luxemburgo; 30 de diciembre de 1932-10 de julio de 1994) fue una escritora, crítica literaria y profesora luxemburguesa.

## Biografía
Nacida como Rose Marie Marguerite Kieffer, estudió bachillerato en el Lycée de jeunes filles de Luxemburgo en 1951 y literatura francesa, latín y filosofía en el Cours Supérieurs de Luxemburgo y también en La Sorbona, mientras prendía ruso en la Escuela de Idiomas Orientales. 
En 1955 enseña francés, latín y filosofía en el Liceo de niñas de Esch-sur-Alzette y, desde 1961, en el Liceo de niñas de Luxemburgo.
De 1974 a 1992 fue presidenta del centro cultural A. S. Pouchkine.
En 1966 se convirtió en presidenta de la asociación Les amis de la maison de Victor Hugo à Vianden y permaneció en el cargo hasta su muerte.
Escribió cuentos y estudios literarios, así como artículos y contribuciones sobre literatura, arte y filosofía que fueron publicados en Tageblatt, Luxemburger Wort, Les Cahiers luxembourgeois, Arts et lettres, Revue luxembourgeoise de littérature générale et comparée, Les pages de la SELF, Estuaires, Récré, NEeuropa, Carrière a Lëtzebuerger Almanach, entre otros.
También realizó una serie de publicaciones bajo los seudónimos de M. Valserra, rk, R.K o incluso RMK.

## Obras
- Alchimie et toute-puissance - Essai sur l'esthétique littéraire de Léon Bopp [Alquimia y omnipotencia - Ensayo sobre la estética literaria de Léon Bopp]; Ginebra, 1959.
- Un Chat à Galway, 1965.
- Les fleurs ont froid - Récits, scènes et images [Las flores están frías - Relatos, escenas e imágenes]; Luxemburgo (Éditions APESS, colección APESS No. 4), 1993. ISBN 2-87979-204-5

### Como editora
- Littérature luxembourgeoise de langue française [Literatura luxemburguesa en lengua francesa]; Sherbrooke/Quebec (Éditions Naaman), 1980; 174 páginas. ISBN 2-89040-145-6[3]
- Pays clément dans la fureur des vagues. Les femmes écrivent au Luxembourg [País clemente en la furia de las olas. Las mujeres escriben en Luxemburgo], 1993.[4]